# Welcome to Wrexham
Sablon:Sorozat infobox
A Welcome to Wrexham egy amerikai sportdokumentum-sorozat, amelyet 2022. augusztus 24-én mutattak be az FX-en. A sorozat a Wrexham A.F.C. walesi labdarúgóklub eseményeit dokumentálja, miután új tulajdonosok, Ryan Reynolds és Rob McElhenney megvásárolták. A sorozat a kritikusok elismerését kapta, nyolc Primetime Emmy-díjat és két Critics' Choice Television Awardot kapott. A sorozat negyedik évadának premierje 2025. május 15-én lesz.

## Háttér
2020 szeptemberében Rob McElhenney amerikai színész és Ryan Reynolds kanadai-amerikai színész bejelentette, hogy meg kívánja vásárolni a Wrexham A.F.C.-t, egy walesi profi labdarúgó-egyesületet, amelynek székhelye az Egyesült Királyság északkelet-walesi Wrexhamben található Racecourse Groundban található. Az RR McReynolds céget 2020 novemberében hozták létre, az üzlet pedig 2021 februárjában zárult le. A vásárlás időpontjában a Wrexham A.F.C. játszott a National League-ben, az angol labdarúgó-bajnokság ötödik szintjén, a Premier League és az angol labdarúgó-bajnokság három szintje alatt.